# Prestrud Bank
Die Prestrud Bank (englisch) ist eine submarine Bank im Rossmeer vor der Shirase-Küste an der Edward-VII-Halbinsel in der antarktischen Ross Dependency.
Die im Juni 1988 vom Advisory Committee on Undersea Features (ACUF) bestätigte Benennung erfolgte in Anlehnung an das benachbarte Prestrud Inlet. Dessen Namensgeber ist der norwegische Marineoffizier und Polarforscher Kristian Prestrud (1881–1927), der an der Südpolexpedition (1910–1912) des norwegischen Polarforschers Roald Amundsen beteiligt war.